# Sandro Dias
Sandro Dias (Santo André, 18 de abril de 1975), también conocido como Mineirinho, es un skater brasileño. Considerado uno de los más grandes patinadores de la historia de Brasil, es seis veces campeón mundial por la Copa del Mundo de Skateboarding (2003, 2004, 2005, 2006, 2007 y 2011), tres veces campeón de Europa (2001, 2003 y 2005) y tres veces medalla de oro en los X Games. Profesional desde 1995, empezó a patinar diez años antes. Es considerado el “Rey de los 540” y fue el tercer patinador del mundo en acertar la maniobra de los “900°”, además de ser el primero en darle la vuelta durante su línea en una competencia.